# Гильберт, Кэсс
Кэсс Гильберт (англ. Cass Gilbert; 24 ноября 1859, Зейнсвилл, Огайо — 17 ноября 1934, Брокенхёрст, Великобритания) — американский архитектор.

## Биография
Гильберт закончил Массачусетский технологический институт и затем работал в архитектурной фирме McKim, Mead, and White. Впоследствии открыл собственное архитектурное бюро сначала в Миннесоте, а затем в Нью-Йорке. Построенный К. Гильбертом небоскрёб Вулворт Билдинг (1910—1913) был в течение более чем 15 лет самым высоким зданием в мире и в 1920-е годы считался классическим образцом нью-йоркской «высотки». Другим небоскрёбом, созданным по проекту этого архитектора, является построенный в 1926 году Нью-Йорк-Лайф-билдинг. К. Гильберт также спроектировал здание Верховного суда США в Вашингтоне и армейский складской комплекс Бруклинский армейский терминал в Нью-Йорке (1918).
Был основателем Архитектурной лиги Нью-Йорка.

## Галерея

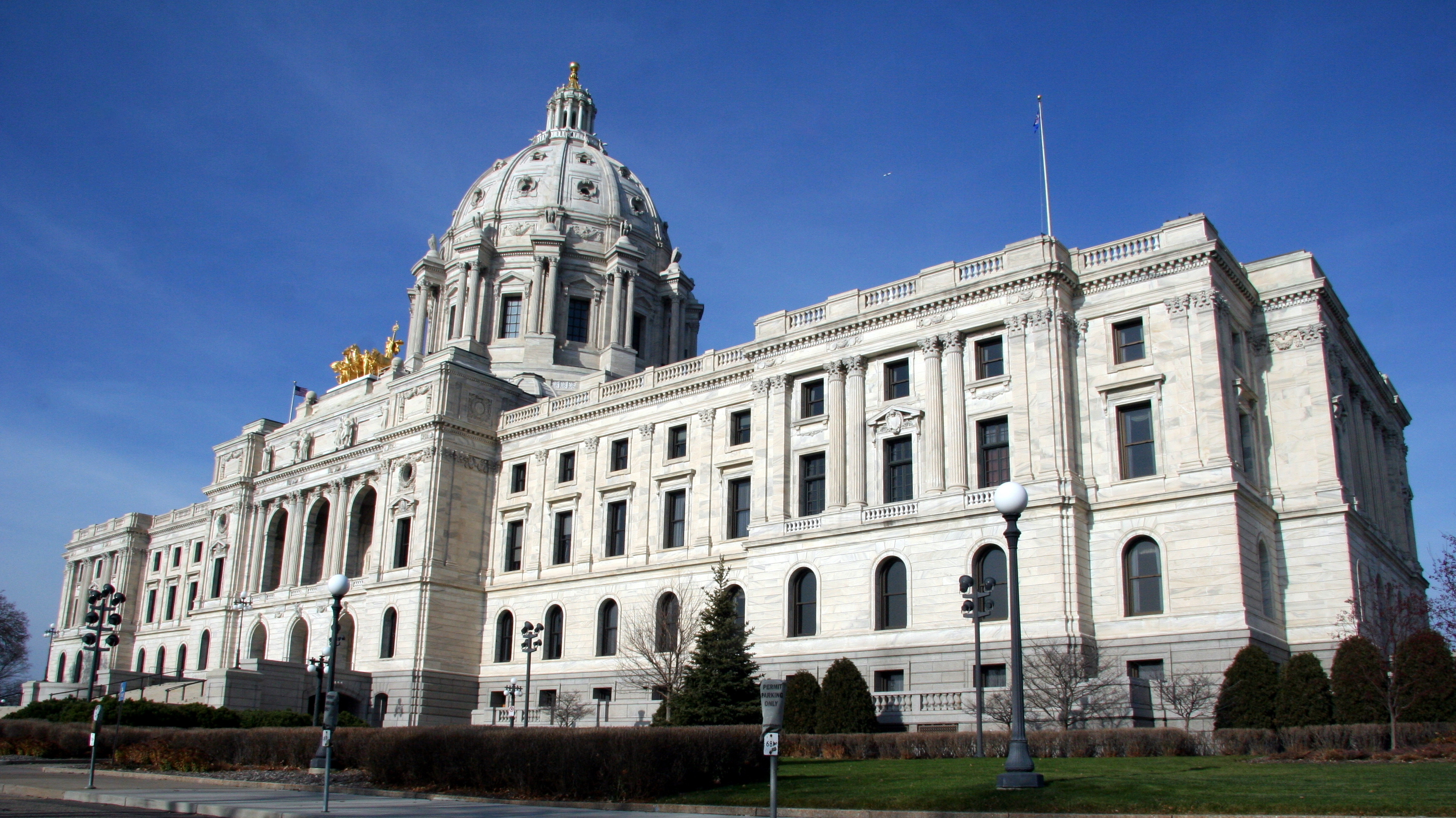
Капитолий штата Миннесота (1895–1905)
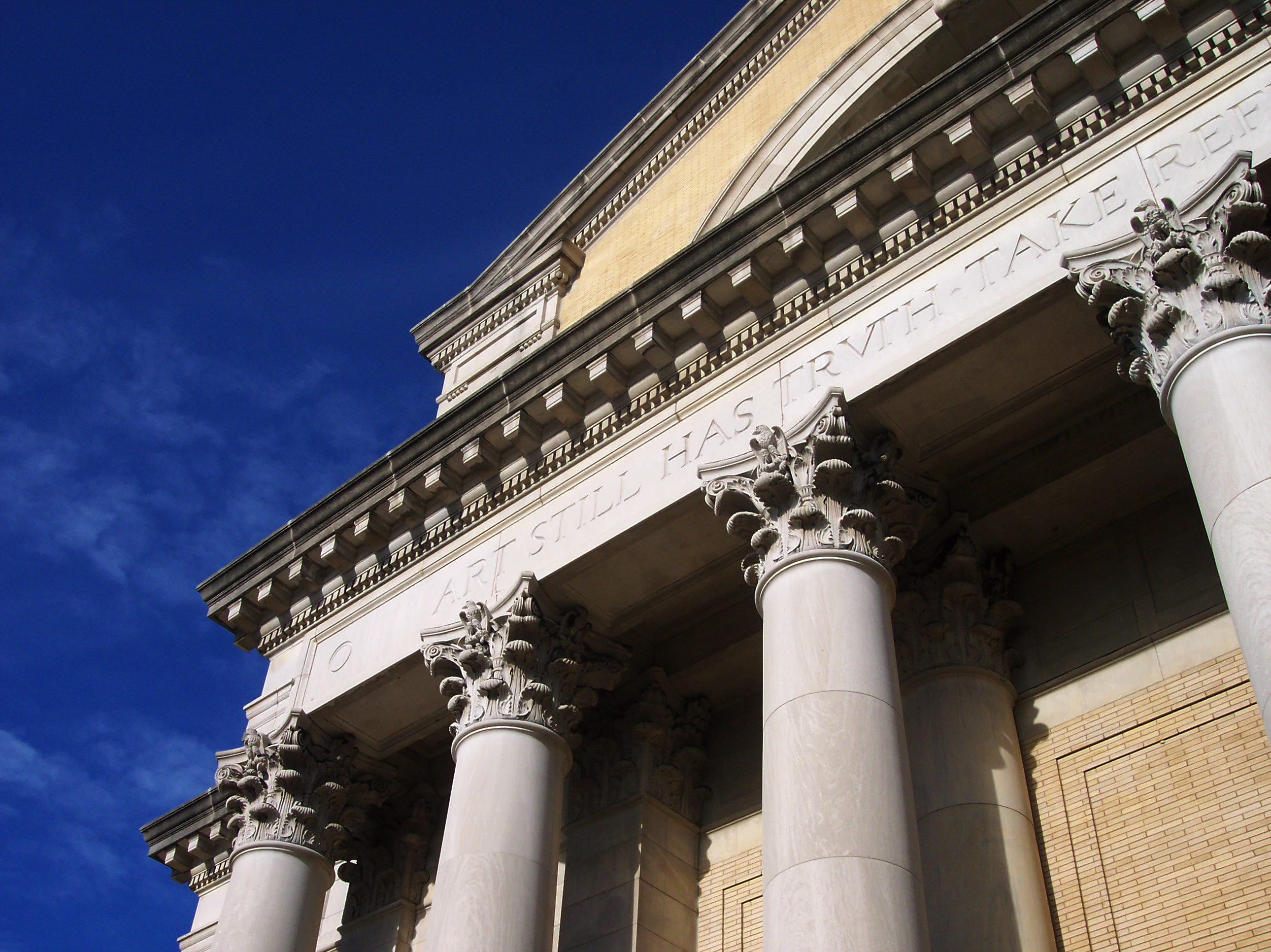
Музей искусств Сент-Луиса (построен к Всемирной выставке 1904 года).
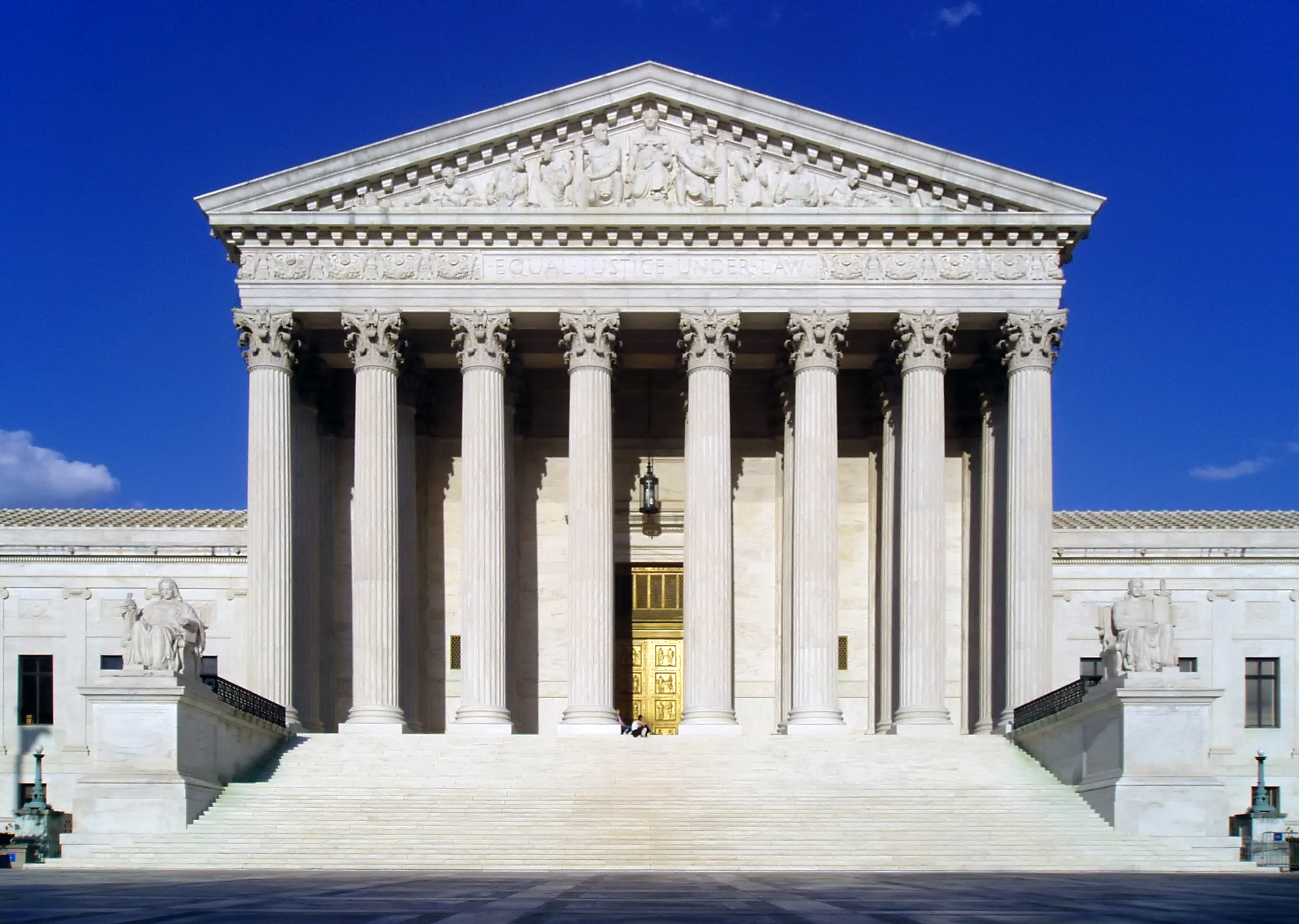
Здание Верховного суда США, Вашингтон (1907)
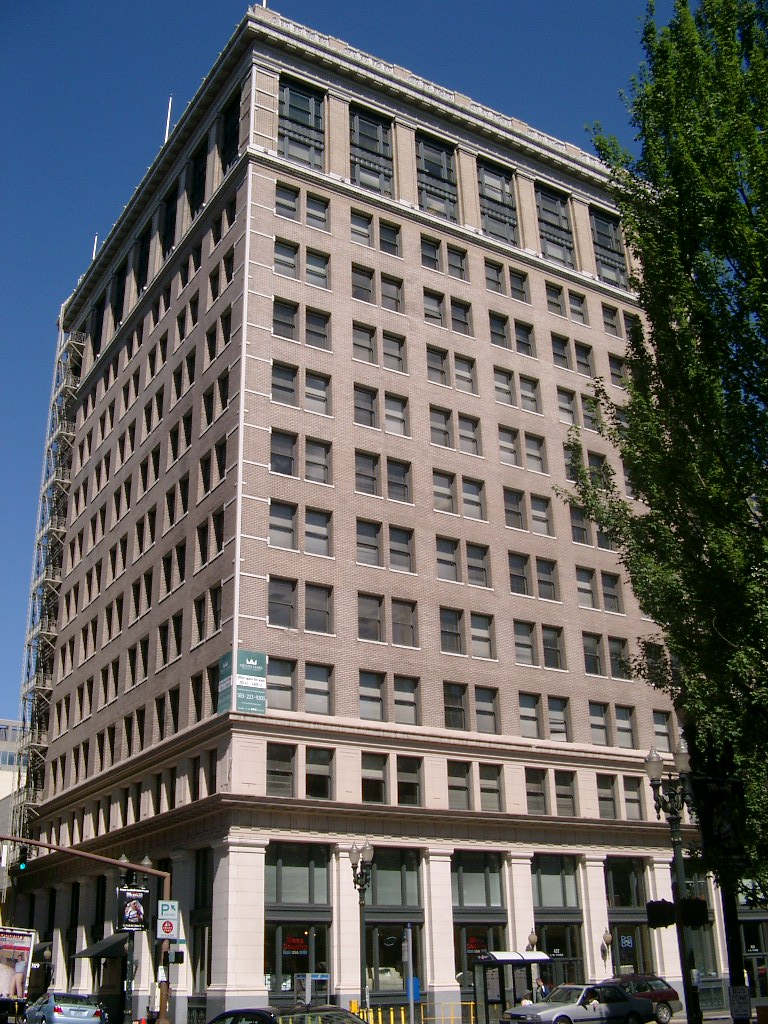
Spalding Building (1911)
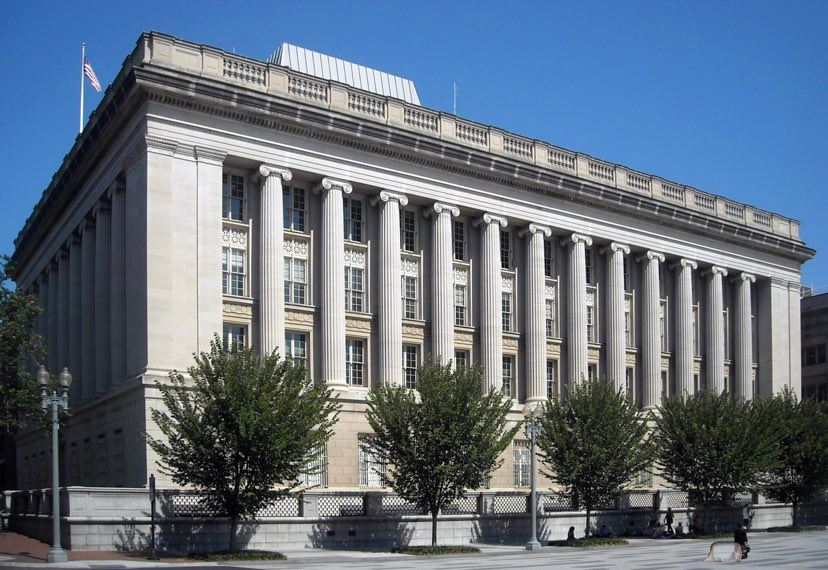
Здание министерства финансов США (1919)
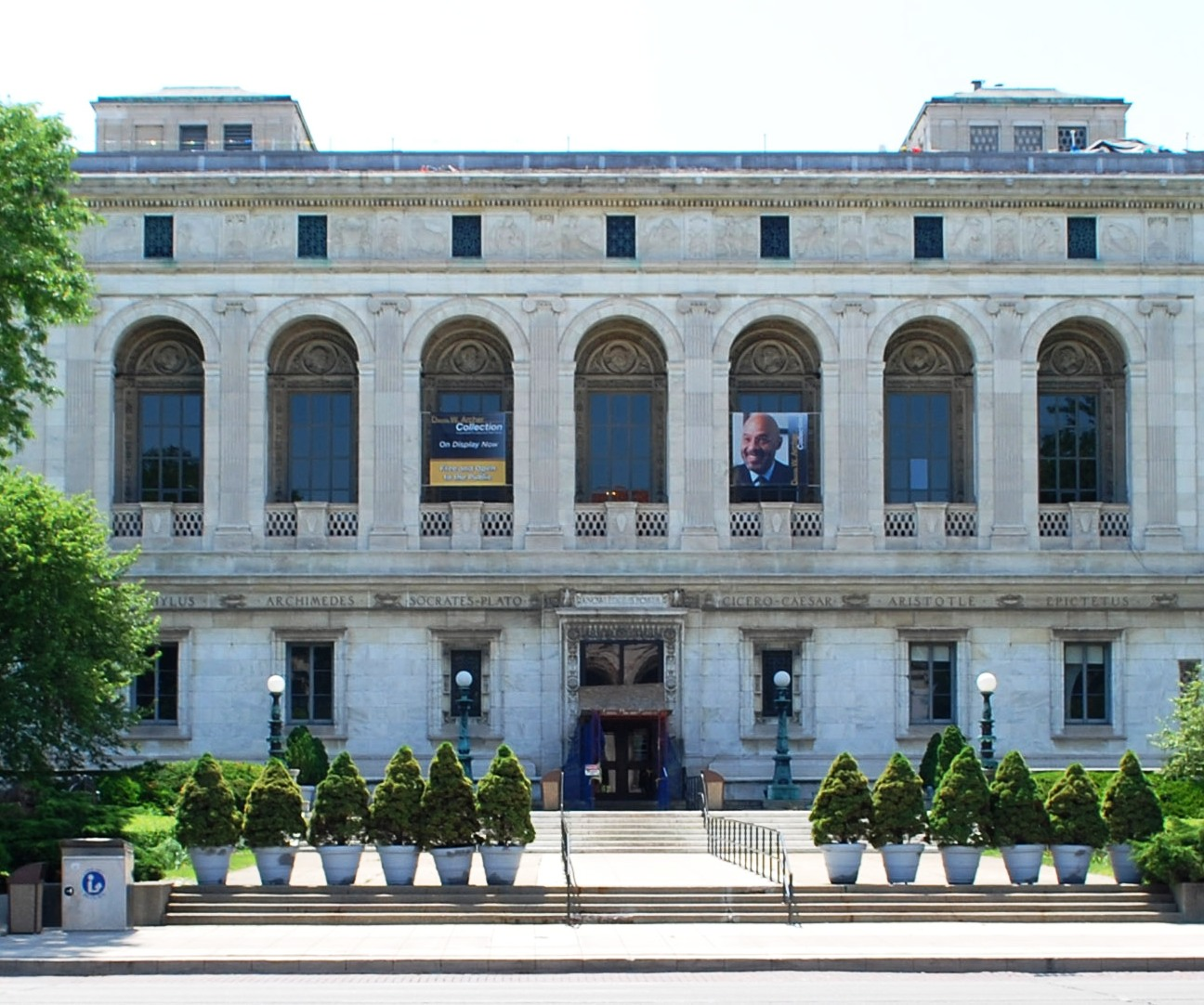
Городская библиотека Детройта (1921)
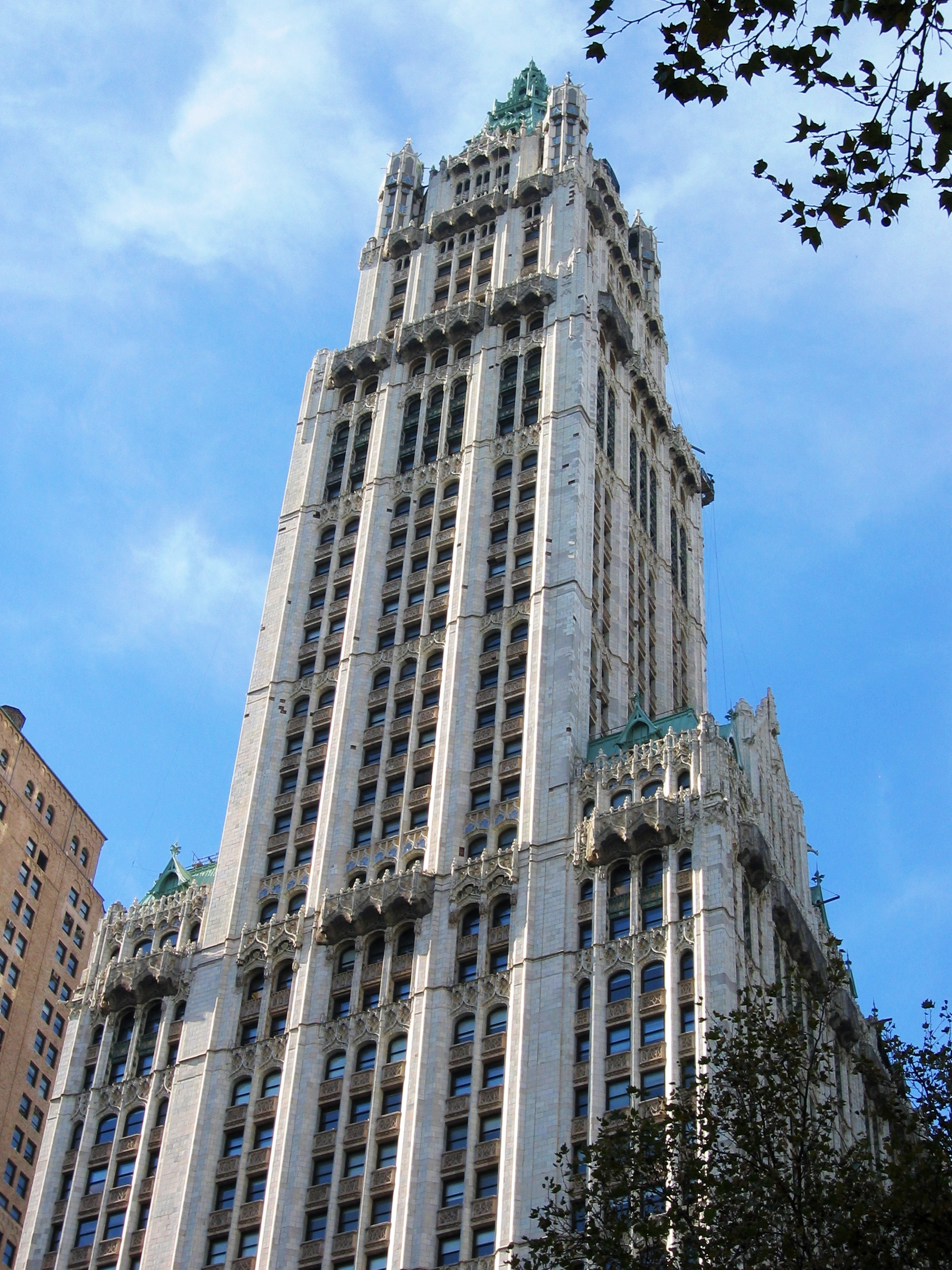
Вулворт Билдинг, Нью-Йорк
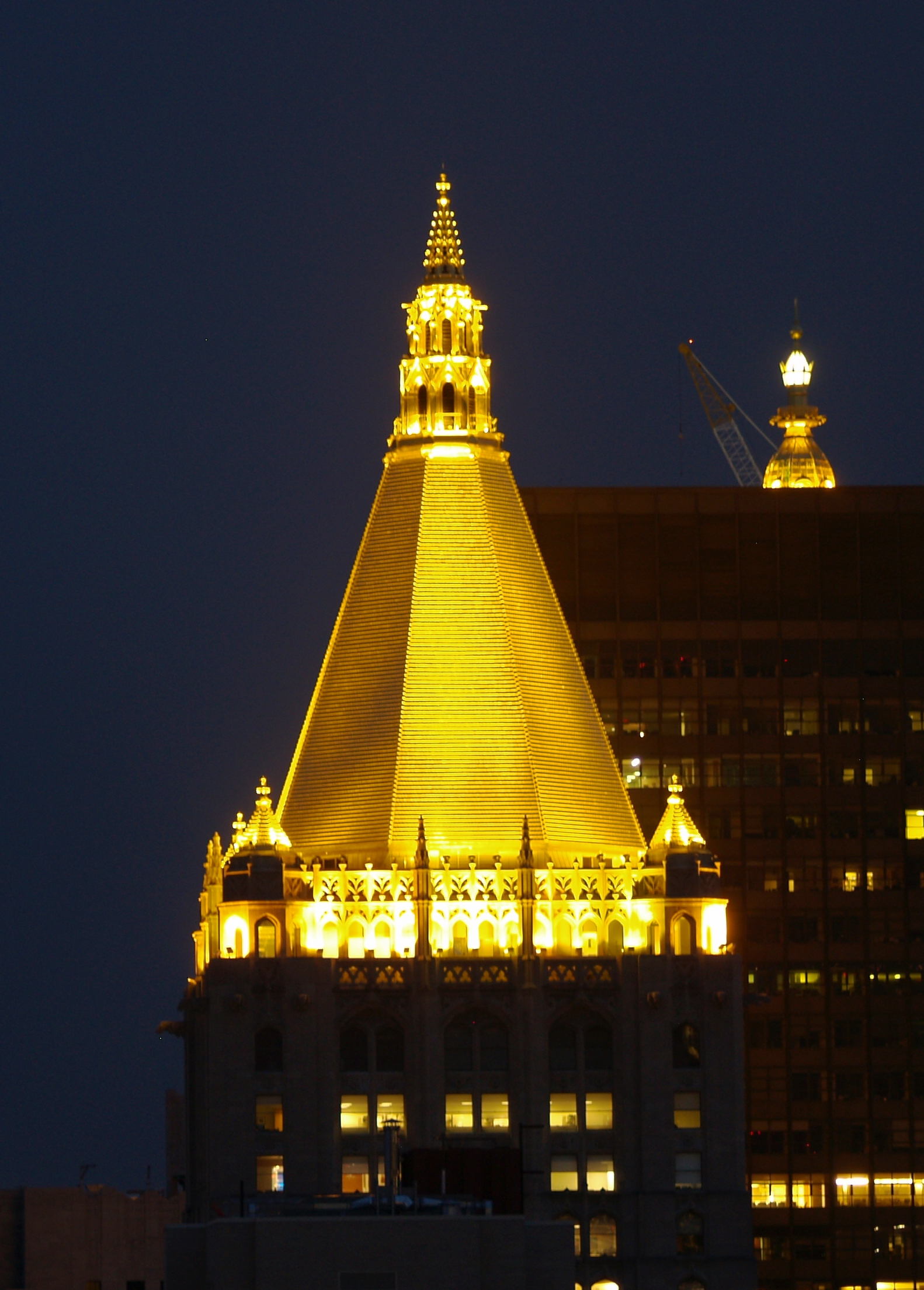
New York Life Insurance Building (1926)
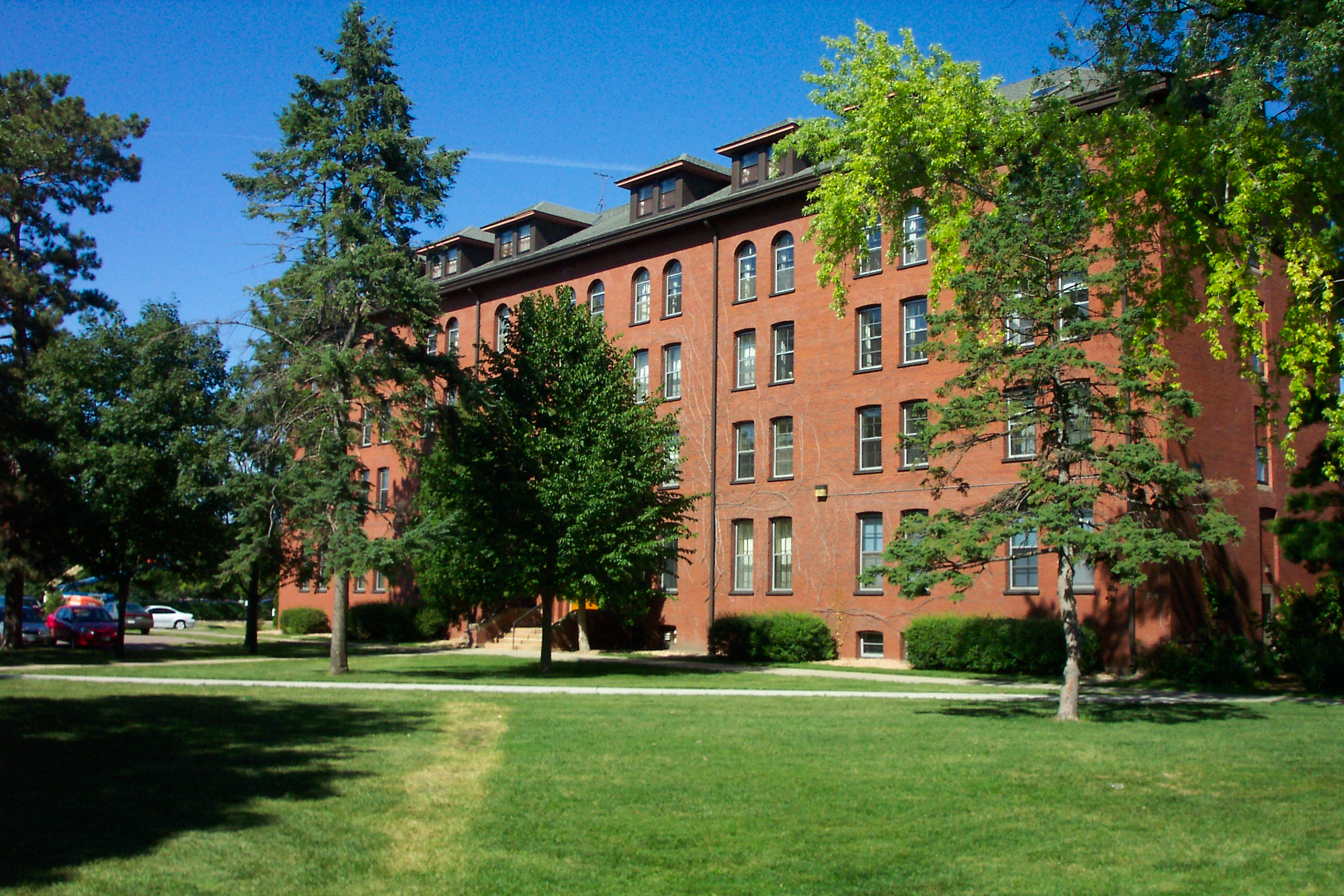
Кретин Холл, университет Сент-Томас в Сент-Поле, штат Миннесота
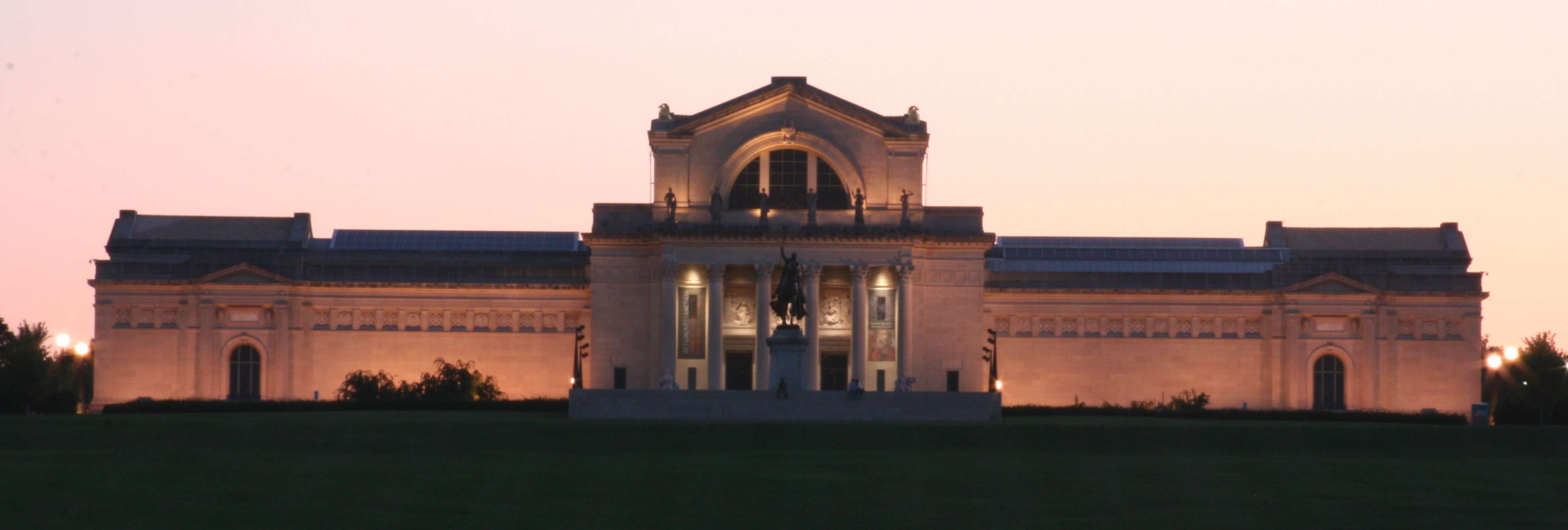
Музей искусств Сент-Луиса